# Bangsa
Bangsa is een bestuurslaag in het regentschap Banyumas van de provincie Midden-Java, Indonesië. Bangsa telt 4815 inwoners (volkstelling 2010).